# 拜加寧區
47°18′36″N 56°43′48″E / 47.31000°N 56.73000°E

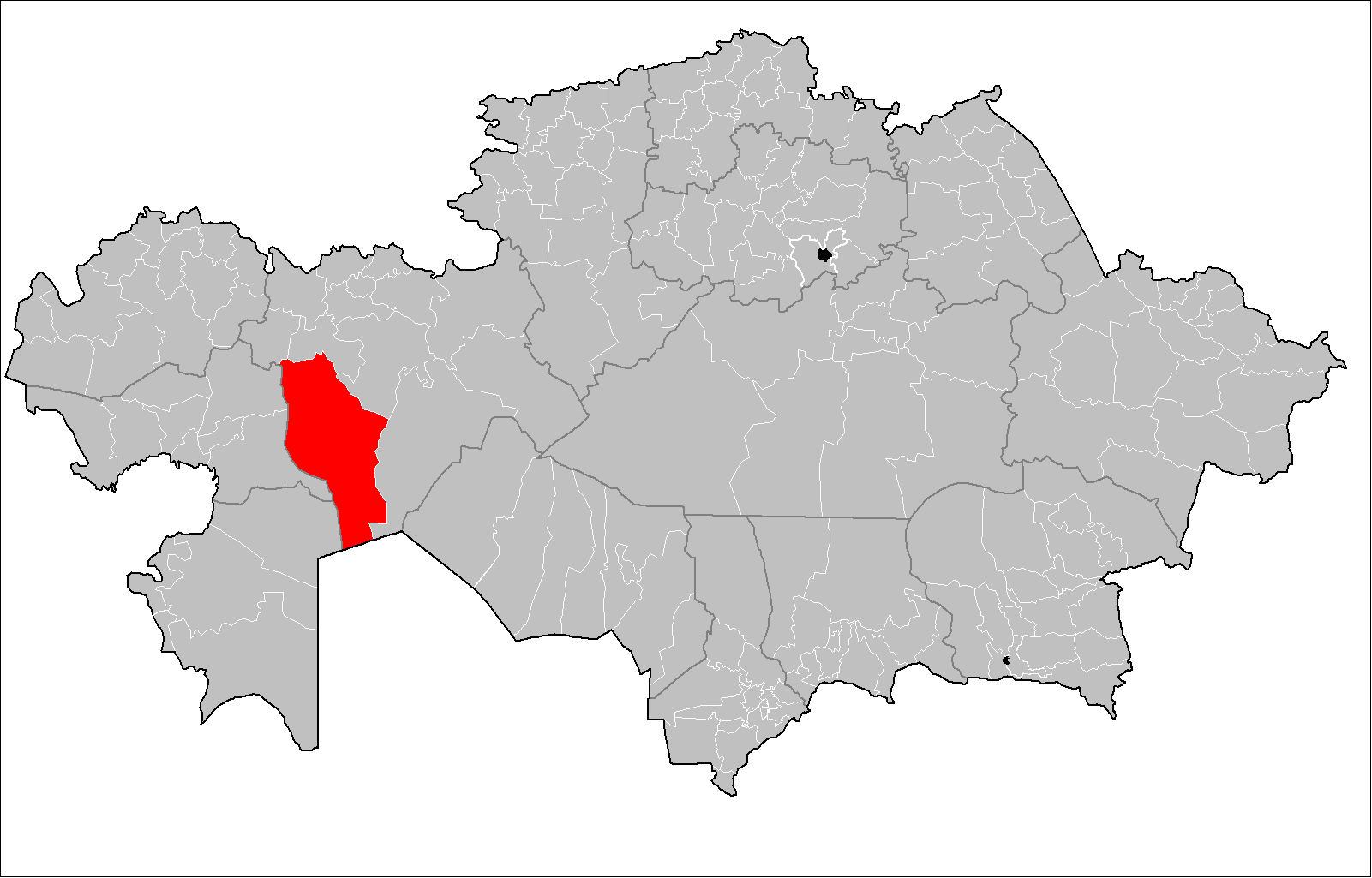

拜加寧區是哈薩克斯坦的行政區，位於該國中西部，由阿克托貝州負責管轄，首府設於卡勞厄克爾季，始建於1928年，面積61,000平方公里，2019年人口22,809。